# Gottfried Gabriel Bredow
Pour les articles homonymes, voir Bredow (homonymie).
Gottfried Gabriel Bredow (Gabriel-Godefroy Bredow) (Berlin, 14 décembre 1773-Breslau, 5 septembre 1814), écrivain et historien prussien.
Il a publié de 1808 à 1811, en cinq volumes, la Chronique du XIXe siècle, écrit périodique continué après lui par Karl Heinrich Georg Venturini (de).

## Biographie
Membre du séminaire pédagogique (1794), professeur à l’École normale d'Oldenbourg (1796), professeur d'histoire à l'université de Helmstadt (1804), il s'installe à Paris en 1807 et y poursuit des études de géographie. En 1809, il est appelé à l'université de Francfort-sur-l'Oder puis, en 1811, à celle de Breslau.

## Publications

### Principaux manuels
- Planbuch der alten Geschichte, Geographie und Chronologie  (Eutin, 1799; traduction anglaise, Londres, 1827)
- Chronik des 17. Jahrhunderts (Altona, 1801)
- Entwurf der Weltkunde der Alten (Altona, 1816)
- Weltgeschichte in Tabellen (Altona, 1801; traduction anglaise par John Bell, Londres, 1820).

### Ouvrages en français
- Manuel d'histoire et de géographie anciennes (1806)
- Recherches sur divers points de l'histoire, de la géographie, de la chronologie anciennes (2 vol. 1800-1802)
- Faits mémorables de l'histoire universelle (1838)
- Récit détaillé des faits les plus mémorables de l'histoire universelle (1840)
- une édition d'Eginhard
- une Histoire de Charlemagne, Altona.